# 卡尔·戈德马克
卡尔·戈德马克（德語：Karl Goldmark；1830年5月18日—1915年1月2日），犹太血统的匈牙利作曲家，小提琴家。
戈德马克生于一贫困家庭，有兄弟姐妹十余人。早年到维也纳音乐学院学习小提琴，作曲方面基本靠自学成才。后一直居住维也纳，并成为布拉姆斯的好友。戈德马克擅长配器，并有较高的旋律天赋，其作品优美动听，平易近人，常具有一定民间色彩。但由于内涵稍逊，故今天演出机会不多。

## 作品節選
- 第一號小提琴協奏曲（英语：Violin Concerto No. 1 (Goldmark)） (第二號已失傳)
- 鄉村婚禮交響曲（英语：Rustic Wedding Symphony）

## 外部連結
- 卡尔·戈德马克的免费乐谱，由国际乐谱典藏计划提供